# Ctenophorus griseus
Ctenophorus griseus — вид ігуаноподібних ящірок родини агамових (Agamidae). Ендемік Австралії. Раніше вважався підвидом Ctenophorus maculatus, однак за результатами дослідження 2023 року були визнані окремим видом.

## Поширення й екологія
Ctenophorus griseus мешкають у внутрішніх районах на південному заході Західної Австралії. Вони живуть на піщаних дюнах, порослих невисокою рослинністю, зокрема спініфексом, вересом та сухими чагарниками.